# Bosut (wieś)
Bosut (cyr. Босут) – wieś w Serbii, w Wojwodinie, w okręgu sremskim, w mieście Sremska Mitrovica. W 2011 roku liczyła 971 mieszkańców.